# Bankernas Depå
BDB Bankernas Depå AB var ett svenskt bolag som tillhandahöll kontanthantering på tolv orter inom Sveriges gränser. 2004 beslutade Sveriges riksbank att kontanthanteringen skulle skötas av bankerna själva. Ett år senare gick de fem storbankerna Danske Bank i Sverige, Nordea Bank AB, Skandinaviska Enskilda Banken AB, Svenska Handelsbanken AB och Swedbank AB ihop och grundade bolaget. Ägarandelen av bolaget var 20% per bank.
Från ägarhåll hade man beslutat om att företaget själva skulle inte sköta den fysiska kontanthanteringen, uppräkningen och lagerhållningen utan det sköttes på entreprenad av värdeföretagen Loomis Sverige AB och Nokas Värdehantering AB.
Den 23 november 2016 meddelades det att Bankernas Depå skulle fusioneras med Bankomat AB. Fusionen skulle vara slutförd under våren 2017.